# ديسيموس جونيوس سيلانوس توركاتوس
كان ديسيموس جونيوس سيلانوس توركاتوس (16 م -64 م) عضوًا في مجلس الشيوخ الروماني عاش في القرن الأول. شغل منصب القنصل العادي في 53 مع كوينتوس هاتريوس أنتونينوس كزميل له. كان ديسيموس الابن الثاني المولود لإيميليا ليبيدا و ماركوس جونيوس سيلانوس توركواتوس، وهو عضو في عائلة سيلاني، وهي عائلة من روما القديمة.